# Штанівка
Штані́вка — село в Україні, у Білопільській міській громаді Сумського району Сумської області. Населення становить 160 осіб. До 2020 орган місцевого самоврядування — Воронівська сільська рада.

## Географія
Село Штанівка розташоване на правому березі річки Куянівка, вище за течією село Москаленки, нижче за течією на відстані 1 км розташоване село Зарічне На відстані 1 км розташоване село Дудченки.
Поруч пролягає автомобільний шлях Т 1906 та залізниця — станція Торохтяний.

## Історія
- Село постраждало внаслідок геноциду українського народу, проведеного урядом СРСР 1923—1933 та 1946–1947 роках.
- 12 червня 2020 року, відповідно до розпорядження Кабінету Міністрів України № 723-р «Про визначення адміністративних центрів та затвердження територій територіальних громад Сумської області», село увійшло до складу Білопільської міської громади[1].
- 19 липня 2020 року, в результаті адміністративно-територіальної реформи та ліквідації Білопільського району, село увійшло до складу новоутвореного Сумського району[2].
- 31 травня 2025 року Начальник Сумської ОВА Олег Григоров підписав розпорядження про обов’язкову евакуацію жителів 11 населених пунктів Сумського району: Горобівка, Штанівка, Воронівка, Янченки, Цимбалівка, Шкуратівка, Кровне, Миколаївка, Руднівка, Спаське, Капітанівка[3].